# Свиридов, Дмитрий Викторович
Дми́трий Ви́кторович Свири́дов (род. 14 апреля 1970 года, Белово, Кемеровская область, СССР) — российский политик. Третий Председатель Законодательного собрания Красноярского края в 2017-2021 гг..

## Биография
Родился 14 апреля 1970 года в городе Белово Кемеровской области. После окончания Нахимовского училища был переведён и окончил Черноморское высшее военно-морское училище имени П. С. Нахимова. Второе высшее образование получил в НЧОУ ВПО «Национальный открытый институт России» (г. Санкт-Петербург) по специальности «экономист-менеджер».
С 1992 по 2004 год — офицер Военно-морского флота РФ, капитан 2 ранга; в течение трёх лет — наблюдатель миссии ООН в Западной Сахаре. С 2004 по 2008 год — заместитель начальника управления региональных проектов Заполярного филиала ОАО «ГМК «Норильский никель». С 2008 по 2011 — руководитель аппарата Норильского городского Совета депутатов. С 2011 по 2012 год — начальник управления региональных проектов Заполярного филиала ОАО «Горно-металлургическая компания «Норильский никель». С 2012 по 2014 — заместитель директора Заполярного филиала ОАО «Горно-металлургическая компания «Норильский никель» по персоналу и социальной политике. С 2014 по 2016 — заместитель директора Заполярного филиала ПАО «Горно-металлургическая компания «Норильский никель» по региональной политике и корпоративным проектам. С 2015 по 2016 — директор Красноярского представительства ПАО «Горно-металлургическая компания «Норильский никель».
С 2016 года — депутат Законодательного Собрания Красноярского края III созыва. В октябре 2017 года избран председателем Законодательного Собрания Красноярского края.
С 2021 — депутат Законодательного Собрания Красноярского края IV созыва. В октябре 2021 года избран заместителем председателя Законодательного Собрания Красноярского края.

## Общественная деятельность
- 2012—2016 — депутат Норильского городского Совета депутатов, член комиссии по бюджету и собственности[1].
- 2012—2016 — секретарь Норильского городского местного отделения Красноярского регионального отделения ВПП «Единая Россия»[1].

## Награды
- медаль «За отличие в военной службе» 3, 2 степени (1998, 2003)[1]
- медаль ООН за образцовое выполнение обязанностей в составе корпуса наблюдателей миссии ООН MINURSO в Западной Сахаре (1999)[1]
- Почетная грамота главы Таймырского Долгано-Ненецкого муниципального района (2007)[1]
- Благодарственные письма главы города Норильска (2008, 2013)[1]
- Почетная грамота Законодательного Собрания Красноярского края (2009)[1]
- Почетная грамота губернатора Красноярского края (2012)[1]
- медаль МЧС России «За сотрудничество во имя спасения» (2012)[1]
- Почетная грамота ОАО «ГМК «Норильский никель» (2014)[1]
- Почетная грамота главы города Норильска (2014)[1]
- Благодарность председателя Совета Федерации Федерального Собрания Российской Федерации (2015)[1]
- Почетное звание «Кадровый работник Заполярного филиала ПАО «ГМК «Норильский никель» (2016)[1]